# Comtats de Geòrgia (Estats Units)

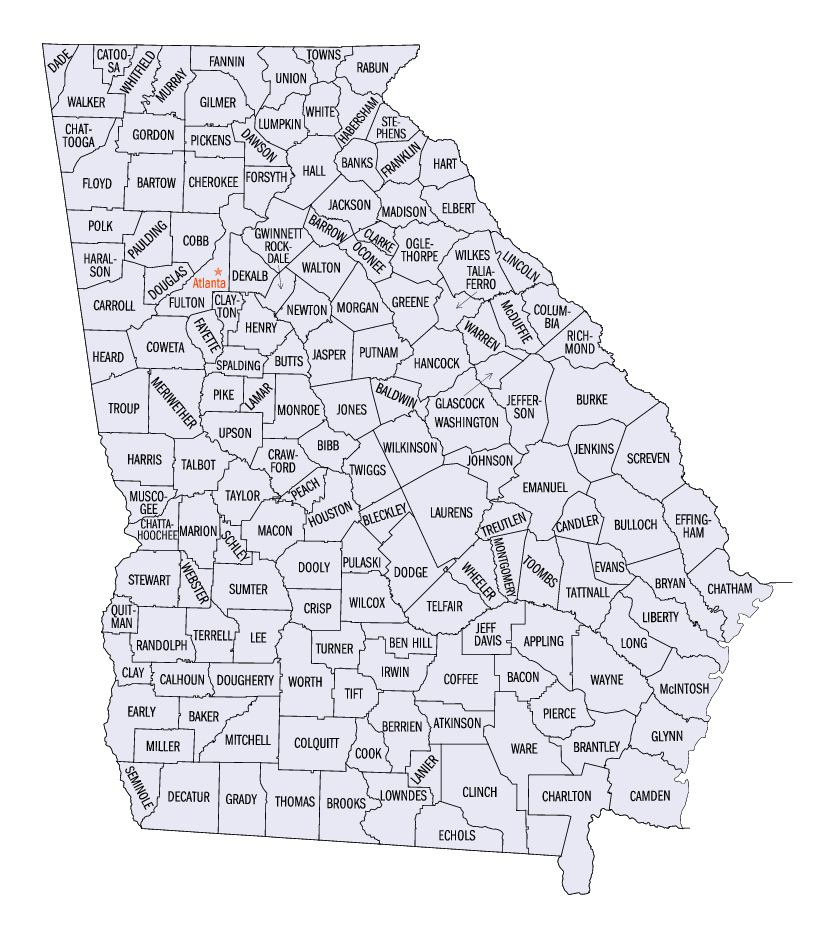
Mapa de Geòrgia amb els seus 159 comtats.

L'estat nord-americà de Geòrgia es divideix en 159 comtats, el segon nombre més alt després de Texas, que es divideix en 254. D'acord amb la Constitució de l'estat de Geòrgia, tots els seus comtats tenen una autonomia per fer front a problemes de naturalesa purament local. A més, s'han establert vuit ciutats-comtats consolidades: Athens–Comtat de Clarke, Augusta–Comtat de Richmond, Columbus–Comtat de Muscogee, Georgetown–Comtat de Quitman, Statenville–Comtat d'Echols, Macon–Comtat de Bibb, Cusseta–Comtat de Chattahoochee i Preston-Comtat de Webster.
El comtat més poblat de l'estat és el comtat de Fulton amb més d'1 milió d'habitants segons l'estimació del cens de 2024. Mentre que el comtat de Taliaferro és el de menys població amb 1.620 habitants. Ware és el comtat més extens amb una superfície de 2.339 km², mentre que el comtat de Clarke és el de menys extensió amb 313 km² de superfície.
L'abreviació postal de Geòrgia és GA i el seu codi FIPS d'estat és el 13.

## Canvis de nom
Alguns comtats han canviat de nom en algun moment de la història. El comtat de Jasper es va anomenar originalment "Comtat de Randolph" i més tard es va fundar l'actual comtat de Randolph amb el mateix nom. El comtat de Webster abans es va anomenar "Comtat de Kinchafoonee", i el comtat de Bartow es va anomenar originalment "Comtat de Cass".

## Comtats actuals
| Nom del comtat | Seu del comtat                       | Data de creació | Origen | Etimologia del nom | Població (2024) | Superfície | Mapa                    |
| -------------- | ------------------------------------ | --------------- | --- | --- | --------------- | ---------- | ----------------------- |
| Appling        | Baxley                               | 1818            | Cessió de terres per la confederació Creek al Tractat de Fort Jackson el 1814 i al Tractat de l'Agència Creek el 1818. | Pel coronel Daniel Appling (1787–1818), heroi de la guerra anglo-americana de 1812.                                                                         | 18.669          | 1.318 km²  | Comtat d'Appling        |
| Atkinson       | Pearson                              | 1917            | A partir dels comtats de Clinch i Coffee.                                                                              | Per William Yates Atkinson, governador de Geòrgia (1894–98) i portaveu de la Cambra de Representants de Geòrgia.                                            | 8.435           | 875 km²    | Comtat d'Atkinson       |
| Bacon          | Alma                                 | 1914            | A partir dels comtats d'Appling, Pierce i Ware.                                                                        | Per Augustus Octavius Bacon, senador (1895–1914) i president pro tempore del senats dels Estats Units.                                                      | 11.045          | 738 km²    | Comtat de Bacon         |
| Baker          | Newton                               | 1825            | Comtat d'Early | Pel coronel John Baker, heroi de la revolució Americana. | 2.732           | 888 km²    | Comtat de Baker         |
| Baldwin        | Milledgeville                        | 1803            | Cessió de terres de la confederació Creek del 1802 i 1805.                                                             | Per Abraham Baldwin, pare fundador i un dels delegats de Geòrgia que va signar la Constitució dels Estats Units, senador (1799–1807).                       | 43.644          | 668 km²    | Comtat de Baldwin       |
| Banks          | Homer                                | 1859            | A partir dels comtats de Franklin i Habersham.                                                                         | Pel Dr. Richard E. Banks, metge local conegut per tractar els nadius amb verola.                                                                            | 20.318          | 606 km²    | Comtat de Banks         |
| Barrow         | Winder                               | 1914            | A partir del comtats de Gwinnett, Jackson i Walton.                                                                    | Per David Crenshaw Barrow Jr., rector de la Universitat de Geòrgia (1906–29)                                                                                | 96.294          | 420 km²    | Comtat de Barrow        |
| Bartow         | Cartersville                         | 1832            | Creat a partir d'una part del comtat de Cherokee i inicialment anomenat comtat de Cass pel general Lewis Cass.         | Pel general Francis S. Bartow, polític confederat i primer general confederat mort a la Guerra Civil dels Estats Units.                                     | 117.508         | 1.191 km²  | Comtat de Bartow        |
| Ben Hill       | Fitzgerald                           | 1906            | A partir dels comtats d'Irwin i Wilcox.                                                                                | Pe Benjamin Harvey Hill, senador (1877–82) | 16.945          | 653 km²    | Comtat de Ben Hill      |
| Berrien        | Nashville                            | 1856            | A partir dels comtats de Coffee, Irwin, i Lowndes.                                                                     | Per John Macpherson Berrien, senador i fiscal general dels Estats Units                                                                                     | 18.666          | 1.171 km²  | Comtat de Berrien       |
| Bibb           | Macon                                | 1822            | A partir dels comtats de Houston, Jones, Monroe, i Twiggs.                                                             | Pel Dr. William Wyatt Bibb, primer governador d'Alabama i senador.                                                                                          | 157.056         | 647 km²    | Comtat de Bibb          |
| Bleckley       | Cochran                              | 1912            | A partir del comtat de Pulaski                                                                                         | Per Logan Edwin Bleckley, President del Tribunal Suprem de Geòrgia (1887-1894).                                                                             | 12.626          | 562 km²    | Comtat de Bleckley      |
| Brantley       | Nahunta                              | 1920            | A partir del comtats de Charlton, Pierce, i Wayne.                                                                     | Per Benjamin Daniel Brantley, comerciant local i soldat confederat o pel seu fill, William Gordon Brantley, congressista dels Estats Units.                 | 18.795          | 1.150 km²  | Comtat de Brantley      |
| Brooks         | Quitman                              | 1858            | A partir dels comtats de Lowndes i Thomas.                                                                             | Pel capità Preston S. Brooks, heroi de la guerra de Mèxic-Estats Units i congressista de Carolina del Sud.                                                  | 16.344          | 1.279 km²  | Comtat de Brooks        |
| Bryan          | Pembroke                             | 1793            | A partir del comtat de Chatham.                                                                                        | Per Jonathan Bryan, colon i representant de l'estat. | 51.105          | 1.145 km²  | Comtat de Bryan         |
| Bulloch        | Statesboro                           | 1796            | A partir dels comtats de Bryan i Screven.                                                                              | Per Archibald Bulloch, heroi de la guerra d'independència, president de la Cambra de Representants de Geòrgia i primer governador de Geòrgia.               | 85.454          | 1.769 km²  | Comtat de Bulloch       |
| Burke          | Waynesboro                           | 1777            | Inicialment parròquia de St. George.                                                                                   | Per Edmund Burke, polític britànic-nord-americà i membre del Parlament del Regne Unit que simpatitzava amb la causa de la independència nord-americana.     | 24.472          | 2.152 km²  | Comtat de Burke         |
| Butts          | Jackson                              | 1825            | A partir del comtats de Henry i Monroe.                                                                                | Pel capità Samuel Butts, heroi de la guerra Creek. | 27.127          | 484 km²    | Comtat de Butts         |
| Calhoun        | Morgan                               | 1854            | A partir dels comtats de Baker i Early.                                                                                | Per John C. Calhoun, congressista, senador i vicepresident dels Estats Units procedent de Carolina del Sud.                                                 | 5.441           | 725 km²    | Comtat de Calhoun       |
| Camden         | Woodbine                             | 1777            | A partir de les parròquies de St. Mary i St. Thomas.                                                                   | Per Charles Pratt, 1r comte de Camden, Lord canceller de la Gran Bretanya que simpatitzava amb la causa de la independència nord-americana.                 | 59.099          | 1.632 km²  | Comtat de Camden        |
| Candler        | Metter                               | 1914            | A partir dels comtats de Bulloch, Emanuel Tattnall.                                                                    | Per Allen Daniel Candler, legislador estatal, congrssista i governador de Geòrgia (1898–1902)                                                               | 11.130          | 640 km²    | Comtat de Candler       |
| Carroll        | Carrollton                           | 1826            | Cessió de terres pels Creek al tractat d'Indian Springs de 1825.                                                       | Per Charles Carroll de Carrollton, que va signar la Declaració d'Independència dels Estats Units d'Amèrica.                                                 | 129.911         | 1.292 km²  | Comtat de Carroll       |
| Catoosa        | Ringgold                             | 1853            | A partir dels comtats de Walker i Whitfield.                                                                           | Pel cap Catoosa, un cap de la nació Cherokee. | 68.940          | 420 km²    | Comtat de Catoosa       |
| Charlton       | Folkston                             | 1854            | A partir del comtat de Camden.                                                                                         | Per Robert Milledge Charlton, jurista, senador dels Estats Units i batlle de Savannah.                                                                      | 13.021          | 2.023 km²  | Comtat de Charlton      |
| Chatham        | Savannah                             | 1777            | A partir de les parròquies de Christ Church i St. Philip.                                                              | Per William Pitt, 1r comte de Chatham, primer ministre britànic que simpatitzava amb la causa de la independència nord-americana.                           | 307.336         | 1.140 km²  | Comtat de Chatham       |
| Chattahoochee  | Cusseta                              | 1854            | A partir del comtats de Marion i Muscogee.                                                                             | Pel riu Chattahoochee, que forma la frontera occidental del comtat i de l'estat de Geòrgia.                                                                 | 8.548           | 645 km²    | Comtat de Chattahoochee |
| Chattooga      | Summerville                          | 1838            | A partir dels comtats de Floyd i Walker.                                                                               | Pel riu Chattooga. | 25.306          | 813 km²    | Comtat de Chattooga     |
| Cherokee       | Canton                               | 1831            | Cessió de terres pels cherokee del 1831.                                                                               | Per la nació Cherokee, que va controlar aquest territori de manera autònoma fins al 1831.                                                                   | 293.513         | 1.098 km²  | Comtat de Cherokee      |
| Clarke         | Athens                               | 1801            | A partir del comtat de Jackson.                                                                                        | Per Elijah Clarke, heroi de la guerra d'Independència dels Estats Units.                                                                                    | 129.995         | 313 km²    | Comtat de Clarke        |
| Clay           | Fort Gaines                          | 1854            | A partir dels comtats d'Early i Randolph.                                                                              | Per Henry Clay, secretari d'Estat, president de la Cambra de Representants i senador dels Estats Units de l'estat de Kentucky.                              | 2.815           | 505 km²    | Comtat de Clay          |
| Clayton        | Jonesboro                            | 1858            | A partir dels comtats de Fayette i Henry.                                                                              | Per Augustin Smith Clayton, jurista i congressista dels Estats Units.                                                                                       | 297.703         | 370 km²    | Comtat de Clayton       |
| Clinch         | Homerville                           | 1850            | A partir dels comtats de Lowndes i Ware.                                                                               | Pel general Duncan Lamont Clinch, heroi de la guerra de 1812 i de les guerres Seminola, congressista dels Estats Units.                                     | 6.871           | 2.095 km²  | Comtat de Clinch        |
| Cobb           | Marietta                             | 1832            | A partir del comtat de Cherokee.                                                                                       | Pel coronel Thomas Willis Cobb, heroi de la guerra de 1812 i congressista dels Estats Units.                                                                | 787.538         | 881 km²    | Comtat de Cobb          |
| Coffee         | Douglas                              | 1854            | A partir dels comtats de Clinch, Irwin, Telfair i Ware.                                                                | Pel general John E. Coffee, heroi de la guerra de 1812. | 43.851          | 1.551 km²  | Comtat de Coffee        |
| Colquitt       | Moultrie                             | 1856            | A partir dels comtats de Lowndes i Thomas.                                                                             | Per Walter Terry Colquitt, pastor metodista i senador dels Estats Units.                                                                                    | 46.977          | 1.430 km²  | Comtat de Colquitt      |
| Columbia       | Appling (de iure) i Evans (de facto) | 1790            | A partir del comtat de Richmond.                                                                                       | Per Cristòfor Colom. | 167.472         | 751 km²    | Comtat de Columbia      |
| Cook           | Adel                                 | 1918            | A partir del comtat de Berrien.                                                                                        | Pel general Philip Cook, general confederat i secretari d'estat de Geòrgia.                                                                                 | 17.984          | 593 km²    | Comtat de Cook          |
| Coweta         | Newman                               | 1826            | Cessió de terres pels Creek al tractat d'Indian Springs de 1825 i al de Creek Cessions de 1826.                        | Per la tribu Coweta de la nació Creek. | 158.233         | 1.147 km²  | Comtat de Coweta        |
| Crawford       | Knoxville                            | 1822            | A partir del comtat de Houston.                                                                                        | Per William Harris Crawford, senador, embaixador a França i secretari del Tresor dels Estats Units.                                                         | 12.349          | 842 km²    | Comtat de Crawford      |
| Crisp          | Cordele                              | 1905            | A partir del comtat de Dooly.                                                                                          | Per Charles Frederick Crisp, president de la Cambra de Representants dels Estats Units.                                                                     | 19.468          | 710 km²    | Comtat de Crisp         |
| Dade           | Trenton                              | 1837            | A partir del comtat de Walker.                                                                                         | Per Major Francis L. Dade, heroi de les guerres Seminola.                                                                                                   | 16.068          | 451 km²    | Comtat de Dade          |
| Dawson         | Dawsonville                          | 1857            | A partir dels comtats de Gilmer i Lumpkin.                                                                             | Per William Crosby Dawson, senador dels Estats Units (1849–55) i legislador estatal.                                                                        | 33.748          | 546 km²    | Comtat de Dawson        |
| Decatur        | Bainbridge                           | 1823            | A partir del comtat d'Early.                                                                                           | Pel comodor Stephen Decatur, oficial de la marina durant la guerra d'independència i heroi a la guerra contra la pirateria barbaresca a la Mediterrània.    | 29.391          | 1.546 km²  | Comtat de Decatur       |
| DeKalb         | Decatur                              | 1822            | A partir dels comtats de Henry, Fayette i Gwinnett.                                                                    | Per Johann de Kalb, militar francès nascut a Francònia que va servir com a general de comandament a l'exèrcit continental durant la guerra d'Independència. | 770.307         | 694 km²    | Comtat de DeKalb        |
| Dodge          | Eastman                              | 1870            | A partir dels comtats de Montgomery, Pulaski i Telfair.                                                                | Per William Earle Dodge, va ser un home de negocis, polític, activista pels drets dels nadius americans i membre fundador d'YMCA.                           | 19.630          | 1.298 km²  | Comtat de Dodge         |
| Dooly          | Vienna                               | 1821            | Cessió de terres pels creek del 1821.                                                                                  | Pel coronel John Dooly, heroi de la Guerra d'Independència.                                                                                                 | 11.186          | 1.018 km²  | Comtat de Dooly         |
| Dougherty      | Albany                               | 1853            | A partir del comtat de Baker.                                                                                          | Pel judge Charles Dougherty, d'Athens, Geòrgia. | 82.418          | 855 km²    | Comtat de Dougherty     |
| Douglas        | Douglasville                         | 1870            | Dels antics comtats de Campbell i Carroll.                                                                             | Per Stephen Arnold Douglas, diputat demòcrata d'Illinois que es va presentar a les eleccions presidencials dels Estats Units de 1860.                       | 151.887         | 515 km²    | Comtat de Douglas       |
| Early          | Blakely                              | 1818            | Cessió de terres pels creek del 1814.                                                                                  | Per Peter Early, desè governador de Geòrgia. | 10.444          | 1.323 km²  | Comtat d'Early          |
| Echols         | Statenville                          | 1858            | A partir dels comtats de Clinch i Lowndes.                                                                             | Pel general Robert M. Echols, legislador estatal i heroi de la guerra entre Mèxic i els Estats Units.                                                       | 3.698           | 1.046 km²  | Comtat d'Echols         |
| Effingham      | Springfield                          | 1777            | A partir de les parròquies de St. Matthew i St. Philip.                                                                | Per Thomas Howard, comte d'Effingham, que simpatitzava amb la causa de la independència nord-americana.                                                     | 73.148          | 1.243 km²  | Comtat d'Effingham      |
| Elbert         | Elberton                             | 1790            | A partir del comtat de Wilkes.                                                                                         | Per Samuel Elbert (1740–88), general durant la guerra d'independènca i governor de Geòrgia el 1785.                                                         | 20.152          | 956 km²    | Comtat d'Elbert         |
| Emanuel        | Swainsboro                           | 1812            | A partir dels comtats de Bulloch i Montgomery.                                                                         | Pel coronel David Emanuel, governador de Geòrgia el 1801.                                                                                                   | 23.224          | 1.777 km²  | Comtat d'Emanuel        |
| Evans          | Claxton                              | 1914            | A partir dels comtats de Bulloch i Tattnall.                                                                           | Pel general Clement Anselm Evans, heroi de la guerra Civil Americana i comandant en cap de l'associació Veterans Confederats Units.                         | 10.869          | 479 km²    | Comtat d'Evans          |
| Fannin         | Blue Ridge                           | 1854            | A partir dels comtats de Gilmer i Union.                                                                               | Pel coronel James Walker Fannin Jr., heroi de la guerra de la independència de Texas.                                                                       | 25.854          | 1.000 km²  | Comtat de Fannin        |
| Fayette        | Fayetteville                         | 1821            | Cessió de terres pels creek del 1821.                                                                                  | Per Gilbert du Motier, marquès de La Fayette, militar francès que participà a la guerra d'independència.                                                    | 125.107         | 510 km²    | Comtat de Fayette       |
| Floyd          | Rome                                 | 1832            | A partir del comtat de Cherokee.                                                                                       | Pel general John Floyd, gran terratinent del comtat de Camden, militar a la guerra anglo-americana de 1812 i congressista.                                  | 101.390         | 1.329 km²  | Comtat de Floyd         |
| Forsyth        | Cumming                              | 1832            | A partir del comtat de Cherokee.                                                                                       | Per John Forsyth, secretari d'estat durant la presidència de Martin Van Buren.                                                                              | 280.096         | 585 km²    | Comtat de Forsyth       |
| Franklin       | Carnesville                          | 1784            | A partir del comtat de Cherokee i de terres cedides pels creek el 1783.                                                | Per Benjamin Franklin, escriptor, inventor i un dels pares fundadors dels Estats Units.                                                                     | 25.208          | 681 km²    | Comtat de Franklin      |
| Fulton         | Atlanta                              | 1853            | A partir del comtat de DeKalb, dels antics comtats de Campbell i Milton i una part del comtat de Cobb.                 | Per Robert Fulton, considerat l'inventor del vaixell de vapor.                                                                                              | 1.090.354       | 1.370 km²  | Comtat de Fulton        |
| Gilmer         | Ellijay                              | 1832            | A partir del comtat de Cherokee.                                                                                       | Per George Rockingham Gilmer, 16è governador de Geòrgia. | 33.327          | 1.106 km²  | Comtat de Gilmer        |
| Glascock       | Gibson                               | 1857            | A partir del comtat de Warren.                                                                                         | Pel general Thomas Glascock, heroi de la guerra anglo-americana de 1812, de les guerres Seminola i congrssista dels Estats Units.                           | 3.008           | 373 km²    | Comtat de Glascock      |
| Glynn          | Brunswick                            | 1777            | A partir de les parròquies de St. David i St. Patrick.                                                                 | Per John Glynn, membre del Parlament britànic que simpatitzava amb la causa de la independència nord-americana.                                             | 86.540          | 1.093 km²  | Comtat de Glynn         |
| Gordon         | Calhoun                              | 1850            | A partir de l'antic comtat de Cass (actual Bartow) i del de Floyd.                                                     | Per William Washington Gordon, primer president de l'empresa de ferrocarrils Central of Georgia Railroad.                                                   | 60.765          | 919 km²    | Comtat de Gordon        |
| Grady          | Cairo                                | 1905            | A partir dels comtats de Decatur i Thomas.                                                                             | Per Henry Woodfin Grady, editor en cap del diari The Atlanta Constitution.                                                                                  | 26.271          | 1.186 km²  | Comtat de Grady         |
| Greene         | Greensboro                           | 1786            | A partir del comtat de Washington.                                                                                     | Pel general Nathanael Greene, heroi de la guerra d'independència.                                                                                           | 21.091          | 1.005 km²  | Comtat de Greene        |
| Gwinnett       | Lawrenceville                        | 1818            | Cessió de terres pels cherokee del 1817 i pels creek del 1818.                                                         | Per Button Gwinnett, un dels delegats de Geòrgia al Congrés Continental que va signar la Declaració d'Independència.                                        | 1.003.869       | 1.121 km²  | Comtat de Gwinnett      |
| Habersham      | Clarkesville                         | 1818            | Cessió de terres pels cherokee del 1817 i 1819.                                                                        | Pel coronel Joseph Habersham, heroi de la guerra d'independència i Director general de correus dels Estats Units.                                           | 49.665          | 720 km²    | Comtat de Habersham     |
| Hall           | Gainesville                          | 1818            | Cessió de terres pels cherokee del 1817 i 1819.                                                                        | Per Lyman Hall, un dels delegats de Geòrgia al Congrés Continental que va signar la Declaració d'Independència, va ser governador de Geòrgia el 1783.       | 221.745         | 1.020 km²  | Comtat de Hall          |
| Hancock        | Sparta                               | 1793            | A partir dels comtats de Greene i Washington.                                                                          | Per John Hancock, president del Congrés Continental i primer signant de la Declaració d'independència.                                                      | 8.683           | 1.225 km²  | Comtat de Hancock       |
| Haralson       | Buchanan                             | 1856            | A partir dels comtats de Carroll i Polk.                                                                               | Pel general Hugh Anderson Haralson, participà en la Guerra de Mèxic-Estats Units i fou congressista.                                                        | 32.404          | 730 km²    | Comtat de Haralson      |
| Harris         | Hamilton                             | 1827            | A partir dels contats de Muscogee i Troup.                                                                             | Per Charles Harris, prominent advocat de Savannah. | 36.929          | 1.202 km²  | Comtat de Harris        |
| Hart           | Hartwell                             | 1853            | A partir dels comtats d'Elbert i Franklin.                                                                             | Per Nancy Morgan Hart, heroïna de la guerra d'independència.                                                                                                | 28.052          | 601 km²    | Comtat de Hart          |
| Heard          | Franklin                             | 1830            | A partir dels comtats de Carroll, Coweta i Troup.                                                                      | Per Stephen Heard, heroi de la guerra d'independència. | 12.119          | 767 km²    | Comtat de Heard         |
| Henry          | McDonough                            | 1821            | Cessió de terres pels creek del 1821.                                                                                  | Per Patrick Henry, destacat advocat i un dels pares fundadors dels Estats Units.                                                                            | 259.315         | 837 km²    | Comtat de Henry         |
| Houston        | Perry                                | 1821            | Cessió de terres pels creek del 1821.                                                                                  | Per John Houstoun, membre del Congrés Continental i governador de Geòrgia el 1778.                                                                          | 174.897         | 976 km²    | Comtat de Houston       |
| Irwin          | Ocilla                               | 1818            | Cessió de terres pels creek del 1814 i 1818.                                                                           | Per Jared Irwin, el governador que va rescindir el 1796 el frau de la terra de Yazoo.                                                                       | 9.155           | 925 km²    | Comtat d'Irwin          |
| Jackson        | Jefferson                            | 1796            | A partir del comtat de Franklin.                                                                                       | Pel general James Jackson, heroi de la guerra d'independència.                                                                                              | 93.825          | 886 km²    | Comtat de Jackson       |
| Jasper         | Monticello                           | 1807            | A partir de l'antic comtat de Randolph (actual Baldwin)                                                                | Pel sargent William Jasper, heroi de la guerra d'Independència.                                                                                             | 17.219          | 958 km²    | Comtat de Jasper        |
| Jeff Davis     | Hazlehurst                           | 1905            | A partir dels comtats d'Appling i Coffee.                                                                              | Per Jefferson Davis, primer i únic president dels Estats Confederats d'Amèrica.                                                                             | 15.119          | 862 km²    | Comtat de Jeff Davis    |
| Jefferson      | Louisville                           | 1796            | A partir dels comtats de Burke i Warren.                                                                               | Per Thomas Jefferson, tercer prsident dels Estats Units. | 15.019          | 1.368 km²  | Comtat de Jefferson     |
| Jenkins        | Millen                               | 1905            | A partir dels comtats de Bulloch, Burke, Emanuel i Screven.                                                            | Per Charles Jones Jenkins, governador de Geòrgia. | 8.836           | 906 km²    | Comtat de Jenkins       |
| Johnson        | Wrightsville                         | 1858            | A partir dels comtats d'Emanuel, Laurens i Washington.                                                                 | Per Herschel Vespasian Johnson, governador de Geòrgia i senador dels Estats Units.                                                                          | 9.178           | 787 km²    | Comtat de Johnson       |
| Jones          | Gray                                 | 1807            | A partir del comtat de Baldwin.                                                                                        | Per James Jones, congressista. | 29.047          | 1.020 km²  | Comtat de Jones         |
| Lamar          | Barnesville                          | 1920            | A partir dels comtats de Monroe i Pike.                                                                                | Per Lucius Quintus Cincinnatus Lamar, senador i jutge associat del Tribunal Suprem dels Estats Units.                                                       | 20.690          | 479 km²    | Comtat de Lamar         |
| Lanier         | Lakeland                             | 1920            | A partir dels comtats de Berrien, Clinch i Lowndes.                                                                    | Per Sidney Lanier, escriptor, poeta, músic i matemàtic. | 10.464          | 484 km²    | Comtat de Lanier        |
| Laurens        | Dublin                               | 1807            | A partir del comtat de Wilkinson.                                                                                      | Pel coronel John Laurens, ajudant de George Washington durant la guerra d'independència.                                                                    | 50.287          | 2.106 km²  | Comtat de Laurens       |
| Lee            | Leesburg                             | 1826            | Cessió de terres pels creek del 1826.                                                                                  | Pel tinent coronel Henry Lee III, heroi de la guerra d'independència.                                                                                       | 34.073          | 922 km²    | Comtat de Lee           |
| Liberty        | Hinesville                           | 1777            | A partir de les parròquies de St. Andrew, St. James i St. John.                                                        | En honor al notable patriotisme dels ciutadans de Midway en el seu suport a la causa de la independència nord-americana.                                    | 68.607          | 1.344 km²  | Comtat de Liberty       |
| Lincoln        | Lincolnton                           | 1796            | A partir del comtat de Wilkes.                                                                                         | Pel general Benjamin Lincoln, heroi de la guerra d'Independència i participà en l'aixafament de la rebel·lió de Shays a Massachusetts.                      | 8.049           | 546 km²    | Comtat de Lincoln       |
| Long           | Ludowici                             | 1920            | A partir del comtat de Liberty.                                                                                        | Per Crawford Long, primer metge en utilitzar l'èter dietílic com a anestèsic per a la cirurgia dental.                                                      | 20.439          | 1.039 km²  | Comtat de Long          |
| Lowndes        | Valdosta                             | 1825            | A partir del comtat d'Irwin.                                                                                           | Per William Jones Lowndes, figura destacada en els afers de Carolina del Sud durant els anys de formació dels Estats Units.                                 | 122.082         | 1.305 km²  | Comtat de Lowndes       |
| Lumpkin        | Dahlonega                            | 1832            | A partir dels comtats de Cherokee, Habersham i Hall.                                                                   | Per Wilson Lumpkin, governador de Geòrgia i senador dels Estats Units.                                                                                      | 36.016          | 736 km²    | Comtat de Lumpkin       |
| Macon          | Oglethorpe                           | 1837            | A partir dels comtats de Houston i Marion.                                                                             | Pel general Nathaniel Macon, president de la Cambra de Representants i senador dels Estats Units.                                                           | 11.831          | 1.044 km²  | Comtat de Macon         |
| Madison        | Danielsville                         | 1811            | A partir dels comtats de Clarke, Elbert, Franklin, Jackson i Oglethorpe.                                               | Per James Madison, quart president dels Estats Units i escriptor principal de la Constitució dels Estats Units.                                             | 32.771          | 736 km²    | Comtat de Madison       |
| Marion         | Buena Vista                          | 1827            | A partir dels comtats de Lee i Muscogee.                                                                               | Pel general Francis Marion, heroi de la guerra d'independència.                                                                                             | 7.635           | 951 km²    | Comtat de Marion        |
| McDuffie       | Thomson                              | 1870            | A partir dels comtats de Columbia i Warren.                                                                            | Per George McDuffie, governador de Carolina del Sud. | 21.764          | 673 km²    | Comtat de McDuffie      |
| McIntosh       | Darien                               | 1793            | A partir del comtat de Liberty.                                                                                        | Pel general Lachlan McIntosh, heroi de la guerra d'independència.                                                                                           | 11.800          | 1.124 km²  | Comtat de McIntosh      |
| Meriwether     | Greenville                           | 1827            | A partir de l'antic comtat de Troup.                                                                                   | Pel general David Meriwether, heroi de la guerra d'independència i congrssista dels Estats Units.                                                           | 21.439          | 1.303 km²  | Comtat de Meriwether    |
| Miller         | Colquitt                             | 1856            | A partir dels comtats de Baker i Early.                                                                                | Per Andrew Jackson Miller, president del Col·legi de Metges de Geòrgia.                                                                                     | 5.824           | 733 km²    | Comtat de Miller        |
| Mitchell       | Camilla                              | 1857            | A partir del comtat de Baker.                                                                                          | Pel general Henry Mitchell, heroi de la guerra d'independència.                                                                                             | 20.329          | 1.326 km²  | Comtat de Mitchell      |
| Monroe         | Forsyth                              | 1821            | Cessió de terres pels creek del 1821                                                                                   | Per James Monroe, cinquè president dels Estats Units. | 31.437          | 1.026 km²  | Comtat de Monroe        |
| Montgomery     | Mount Vernon                         | 1793            | A partir del comtat de Washington.                                                                                     | Pel general Richard Montgomery, heroi de la guerra d'independència.                                                                                         | 8.566           | 635 km²    | Comtat de Montgomery    |
| Morgan         | Madison                              | 1807            | A partir del comtat de Baldwin.                                                                                        | Pel general Daniel Morgan, heroi de la guerra d'independència i congressista dels Estats Units.                                                             | 21.940          | 906 km²    | Comtat de Morgan        |
| Murray         | Chatsworth                           | 1832            | A partir del comtat de Cherokee.                                                                                       | Per Thomas W. Murray, legislador de l'estat. | 41.316          | 891 km²    | Comtat de Murray        |
| Muscogee       | Columbus                             | 1826            | Cessió de terres pels creek del 1826.                                                                                  | Pels muskogee. | 201.830         | 559 km²    | Comtat de Muscogee      |
| Newton         | Covington                            | 1821            | A partir dels comtats de Henry, Jasper i Walton.                                                                       | Pel sargent John Newton, heroi de la guerra d'Independència.                                                                                                | 124.010         | 715 km²    | Comtat de Newton        |
| Oconee         | Watkinsville                         | 1875            | A partir del comtat de Clarke.                                                                                         | Pel riu Oconee, que forma el seu límit oriental. | 44.751          | 482 km²    | Comtat d'Oconee         |
| Oglethorpe     | Lexington                            | 1793            | A partir del comtat de Wilkes.                                                                                         | Pel general James Edward Oglethorpe, fundador de la colònia de Geòrgia.                                                                                     | 16.172          | 1.142 km²  | Comtat d'Oglethorpe     |
| Paulding       | Dallas                               | 1832            | A partir del comtat de Cherokee.                                                                                       | Per John Paulding, heroi de la guerra d'independència. | 188.549         | 813 km²    | Comtat de Paulding      |
| Peach          | Fort Valley                          | 1924            | A partir dels comtats de Houston i Macon.                                                                              | Per ser una de les regions productores de préssecs més riques de l'estat de Geòrgia.                                                                        | 29.213          | 391 km²    | Comtat de Peach         |
| Pickens        | Jasper                               | 1853            | A partir dels comtats de Cherokee i Gilmer.                                                                            | Pel general Andrew Pickens, heroi de la guerra d'independència i congrssista dels Estats Units.                                                             | 36.580          | 601 km²    | Comtat de Pickens       |
| Pierce         | Blackshear                           | 1857            | A partir dels comtats d'Appling i Ware.                                                                                | Per Franklin Pierce, catorzè president dels Estats Units.                                                                                                   | 20.669          | 888 km²    | Comtat de Pierce        |
| Pike           | Zebulon                              | 1822            | A partir del comtat de Monroe.                                                                                         | Pel general Zebulon Montgomery Pike, explorador i heroi de la guerra anglo-americana de 1812.                                                               | 20.669          | 565 km²    | Comtat de Pike          |
| Polk           | Cedartown                            | 1851            | A partir dels comtats de Floyd i Paulding.                                                                             | Per James Knox Polk, onzè president dels Estats Units. | 44.610          | 805 km²    | Comtat de Polk          |
| Pulaski        | Hawkinsville                         | 1808            | A partir del comtat de Laurens.                                                                                        | Pel comte polonès Kazimierz Pulaski, hereoi de la guerra d'independència.                                                                                   | 10.180          | 640 km²    | Comtat de Pulaski       |
| Putnam         | Eatonton                             | 1807            | A partir del comtat de Baldwin.                                                                                        | Pel general Israel Putnam, heroi de la guerra d'independència.                                                                                              | 23.383          | 891 km²    | Comtat de Putnam        |
| Quitman        | Georgetown                           | 1858            | A partir dels comtats de Randolph i Stewart.                                                                           | Pel general John Anthony Quitman, heroi de la guerra de Mèxic i els Estats Units.                                                                           | 2.323           | 394 km²    | Comtat de Quitman       |
| Rabun          | Clayton                              | 1819            | Cessió de terres pels cherokee del 1819.                                                                               | Per William Rabun, governador de Geòrgia. | 17.711          | 961 km²    | Comtat de Rabun         |
| Randolph       | Cuthbert                             | 1828            | A partir del comtat de Lee.                                                                                            | Per John Randolph of Roanoke, congressista dels Estats Units.                                                                                               | 6.085           | 1.111 km²  | Comtat de Randolph      |
| Richmond       | Augusta                              | 1777            | A partir de la parròquia de St Paul.                                                                                   | Per Charles Lennox, tercer duc de Richmond, militar i polític britànic simpatitzant amb la causa de la independència nord-americana.                        | 206.303         | 839 km²    | Comtat de Richmond      |
| Rockdale       | Conyers                              | 1870            | A partir dels comtats de Henry i Newton.                                                                               | Per l'església de Rockdale, anomenada així pel llit subterrani de granit que hi ha al subsòl d'aquesta regió de l'estat.                                    | 97.610          | 339 km²    | Comtat de Rockdale      |
| Schley         | Ellaville                            | 1857            | A partir dels comtats de Marion i Sumter.                                                                              | Per William Schley, governador de Geòrgia. | 4.503           | 435 km²    | Comtat de Schley        |
| Screven        | Sylvania                             | 1793            | A partir dels comtats de Burke i Effingham.                                                                            | Pel general James Screven, hereoi de la guerra d'independència.                                                                                             | 14.325          | 1.678 km²  | Comtat de Screven       |
| Seminole       | Donalsonville                        | 1920            | A partir dels comtats de Decatur i Early.                                                                              | Per la nació Seminola. | 9.274           | 616 km²    | Comtat de Seminole      |
| Spalding       | Griffin                              | 1851            | A partir dels comtats de Fayette, Henry i Pike.                                                                        | Per Thomas Spalding, legislador estatal i congrssista dels Estats Units.                                                                                    | 70.292          | 513 km²    | Comtat de Spalding      |
| Stephens       | Toccoa                               | 1905            | A partir dels comtats de Franklin i Habersham.                                                                         | Per Alexander Stephens, governador de Geòrgia i primer i únic vicepresident dels Estats Confederats d'Amèrica.                                              | 27.498          | 464 km²    | Comtat de Stephens      |
| Stewart        | Lumpkin                              | 1830            | A partir del comtat de Randolph.                                                                                       | Pel general Daniel Stewart, hereoi de la guerra d'independència i de la guerra anglo-americana de 1812.                                                     | 4.809           | 1.189 km²  | Comtat de Stewart       |
| Sumter         | Americus                             | 1831            | A partir del comtat de Lee.                                                                                            | Pel general Thomas Sumter, heroi de la guerra d'independència.                                                                                              | 28.972          | 1.256 km²  | Comtat de Sumter        |
| Talbot         | Talbotton                            | 1827            | A partir del comtat de Muscogee.                                                                                       | Per Matthew Talbot, president del senat estatal i governador de Geòrgia.                                                                                    | 5.755           | 1.018 km²  | Comtat de Talbot        |
| Taliaferro     | Crawfordville                        | 1825            | A partir dels comtats de Greene, Hancock, Oglethorpe, Warren i Wilkes.                                                 | Pel coronel Benjamin Taliaferro, congressista i heroi de la guerra d'Independència.                                                                         | 1.620           | 505 km²    | Comtat de Taliaferro    |
| Tattnall       | Reidsville                           | 1801            | A partir del comtat de Montgomery.                                                                                     | Per Josiah Tattnall, senador i governador de Geòrgia. | 24.275          | 1.254 km²  | Comtat de Tattnall      |
| Taylor         | Butler                               | 1852            | A partir dels comtats de Macon, Marion i Talbot.                                                                       | Per Zachary Taylor, dotzè president dels Estats Units. | 7.783           | 979 km²    | Comtat de Taylor        |
| Telfair        | McRae–Helena                         | 1807            | A partir del comtat de Wilkinson.                                                                                      | Per Edward Telfair, segon governador de Geòrgia després de l'establiment dels Estats Units.                                                                 | 11.000          | 1.142 km²  | Comtat de Telfair       |
| Terrell        | Dawson                               | 1856            | A partir dels comtats de Lee i Randolph.                                                                               | Per William Terrell, congressista dels Estats Units. | 8.698           | 870 km²    | Comtat de Terrell       |
| Thomas         | Thomasville                          | 1825            | A partir dels comtats de Decatur i Irwin.                                                                              | Pel general Jett Thomas, heroi de la guerra anglo-americana de 1812.                                                                                        | 46.054          | 1.419 km²  | Comtat de Thomas        |
| Tift           | Tifton                               | 1905            | A partir dels comtats de Berrien, Irwin i Worth.                                                                       | Pel coronel Nelson Tift, capità de la marina dels Estats Confederats d'Amèrica i congrssista dels Estats Units.                                             | 41.708          | 686 km²    | Comtat de Tift          |
| Toombs         | Lyons                                | 1905            | A partir dels comtats d'Emanuel, Montgomery i Tattnall.                                                                | Pel general Robert Toombs, senador i Secretari d'Estat dels Estats Confederats d'Amèrica.                                                                   | 27.488          | 951 km²    | Comtat de Toombs        |
| Towns          | Hiawassee                            | 1856            | A partir dels comtats de Rabun i Union.                                                                                | Per George Washington Towns, governador de Geòrgia durant el període anterior a la guerra civil dels Estats Units.                                          | 13.184          | 430 km²    | Comtat de Towns         |
| Treutlen       | Soperton                             | 1918            | A partir dels comtats d'Emanuel i Montgomery.                                                                          | Per John A. Treutlen, primer governador escollit de Geòrgia.                                                                                                | 6.420           | 521 km²    | Comtat de Treutlen      |
| Troup          | LaGrange                             | 1826            | Cessió de terres pels creek del 1826.                                                                                  | Per George M. Troup, governador de Geòrgia i senador dels Estats Units.                                                                                     | 71.513          | 1.072 km²  | Comtat de Troup         |
| Turner         | Ashburn                              | 1905            | A partir dels comtats de Dooly, Irwin, Wilcox i Worth.                                                                 | Pel capità Henry G. Turner, heroi de la guerra civil i congressista dels Estats Units.                                                                      | 9.023           | 741 km²    | Comtat de Turner        |
| Twiggs         | Jeffersonville                       | 1809            | A partir del comtat de Wilkinson.                                                                                      | Pel general John Twiggs, heroi de la guerra d'independència i governador de Geòrgia.                                                                        | 7.728           | 932 km²    | Comtat de Twiggs        |
| Union          | Blairsville                          | 1832            | A partir del comtat de Cherokee.                                                                                       | Per la Unió del Estats Units d'Amèrica. | 27.601          | 837 km²    | Comtat de Union         |
| Upson          | Thomaston                            | 1824            | A partir dels comtats de Crawford i Pike.                                                                              | Per Stephen Upson, legislador de l'estat de Geòrgia. | 28.358          | 844 km²    | Comtat d'Upson          |
| Walker         | La Fayette                           | 1833            | A partir del comtat de Murray.                                                                                         | Pel major Freeman Walker, senador dels Estats Units. | 69.340          | 1.155 km²  | Comtat de Walker        |
| Walton         | Monroe                               | 1818            | Cessió de terres pels creek del 1818.                                                                                  | Per George Walton, un dels delegats de Geòrgia al Congrés Continental que va signar la Declaració d'Independència.                                          | 109.792         | 852 km²    | Comtat de Walton        |
| Ware           | Waycross                             | 1824            | A partir del comtat d'Appling.                                                                                         | Per Nicholas Ware, senador dels Estats Units. | 36.222          | 2.339 km²  | Comtat de Ware          |
| Warren         | Warrenton                            | 1793            | A partir dels comtats de Columbia, Hancock, Richmond i Wilkes.                                                         | Pel general Joseph Warren, heroi de la guerra d'independència.                                                                                              | 5.148           | 741 km²    | Comtat de Warren        |
| Washington     | Sandersville                         | 1784            | Cessió de terres pels creek del 1783.                                                                                  | Pel general George Washington, primer president dels Estats Units.                                                                                          | 19.834          | 1.761 km²  | Comtat de Washington    |
| Wayne          | Jesup                                | 1803            | Cessió de terres pels creek del 1802.                                                                                  | Pel general Anthony Wayne, heroi de la guerra d'Independència i de la guerra Ameríndia del Nord-oest, congressista dels Estats Units.                       | 32.132          | 1.671 km²  | Comtat de Wayne         |
| Webster        | Preston                              | 1853            | A partir de l'antic comtat de Kinchafoonee (actual Stewart)                                                            | Per Daniel Webster, secretari d'Estat dels Estats Units que va donar suport a Henry Clay pel Compromís de 1850.                                             | 2.315           | 544 km²    | Comtat de Webster       |
| Wheeler        | Alamo                                | 1912            | A partir del comtat de Montgomery.                                                                                     | Pel general Joseph Wheeler, heroi de la guerra civil nord-americana i de la guerra hispano-estatunidenca.                                                   | 7.076           | 772 km²    | Comtat de Wheeler       |
| White          | Cleveland                            | 1857            | A partir del comtat de Habersham.                                                                                      | Pel coronel John White, heroi de la guerra d'Independència.                                                                                                 | 29.668          | 627 km²    | Comtat de White         |
| Whitfield      | Dalton                               | 1851            | A partir del comtat de Murray.                                                                                         | Per George Whitefield, ministre i predicador anglicà i un dels fundadors del metodisme i de l'evangelicalisme.                                              | 105.070         | 751 km²    | Comtat de Whitfield     |
| Wilcox         | Abbeville                            | 1857            | A partir dels comtats de Dooly, Irwin i Pulaski.                                                                       | Pel general Mark Wilcox, militar i legislador estatal. | 8.904           | 984 km²    | Comtat de Wilcox        |
| Wilkes         | Washington                           | 1777            | Cessió de terres pels cherokee i els creek de 1773.                                                                    | Per John Wilkes, membre del Parlament britànic que simpatitzava amb la causa de la independència nord-americana.                                            | 9.567           | 1.220 km²  | Comtat de Wilkes        |
| Wilkinson      | Irwinton                             | 1803            | Cessió de terres pels cherokee i els creek de 1802 i 1805.                                                             | Pel general James Wilkinson, polític, militar i espia a sou de l'imperi Espanyol.                                                                           | 8.667           | 1.158 km²  | Comtat de Wilkinson     |
| Worth          | Sylvester                            | 1853            | A partir dels comtats de Dooly i Irwin.                                                                                | Pel general William J. Worth, heroi de la guerra de Mèxic-Estats Units.                                                                                     | 20.262          | 1.476 km²  | Comtat de Worth         |

## Comtats eliminats
- Christ Church, St. Andrew, St. David, St. George, St. James, St. John, St. Mary, St. Matthew, St. Patrick, St. Paul, St. Philip i St. Thomas foren totes parròquies que es van dissoldre el 1777 amb l'establiment dels comtats actuals.
- Comtat de Bourbon (1785–1788): format a partir de terres disputades de Yazoo a l'actual Mississipí. Fou dissolt el 1788.
- Comtat de Campbell (1828–1932): format a partir dels comtats de Carroll i Coweta el 1828. Les zones al nord-oest del riu Chattahoochee es van convertir en el comtat de Douglas el 1870; la resta del comtat de Campbell es va fusionar amb el comtat de Fulton el 1932.
- Comtat de Milton (1857–1932): format a partir del nord-est del comtat de Cobb, el sud-est del de Cherokee i el sud-oest del de Forsyth el 1857 (i més tard el nord del comtat de DeKalb). Es va fusionar amb el comtat de Fulton el 1932.
- Comtat de Walton, que en realitat es trobava al que ara és l'oest de Carolina del Nord. Una breu escaramussa, anomenada la Guerra de Walton, va enfrontar Carolina del Nord i Geòrgia el 1810, abans que Geòrgia renunciés a la seva reclamació sobre aquesta zona després de la delimitació de 1811 a Ellicott's Rock.

## Comtats de ficció

### Films
- The Ugly Dachshund (1966) té lloc al comtat fictici de Paraquat.
- Deliverance (1972) està ambientada en un comtat fictici del nord de Geòrgia marcat al cotxe del xèrif amb el nom d'Aintry.
- Gator (1976) té lloc al comtat fictici de Dunston.
- Smokey Bites the Dust (1981) també té lloc al comtat fictici de Paraquat.
- Tank (1984) té lloc al comtat fictic de Clemmons.
- Ghost Fever (1987) té lloc al comtat fictici de Greendale.
- El cop perfecte (1992) té lloc al comtat fictici d'Olivair.

### Televisió
- The Misadventures of Sheriff Lobo (1979–1981) té lloc al comtat fictici d'Orly.
- The Dukes of Hazzard (1979–1985) té lloc als comtats ficticis de Hazzard i Chickasaw.[6]
- Squidbillies (2005–2021) està ambientada al comtat rural fictici de Dougal (una possible referència al comtat de Douglas) als turons del nord de Geòrgia.[7]
- The Walking Dead (2010–2022) nomena tres comtats de ficció: King, Linden i Mert.[8]
- Family Guy (2011) anomena el comtat fictici de Dungarees on Peter Griffin és arrestat.
- Rectify (2013–2016) té lloc al comtat fictici de Paulie.
- The Resident (2018-2023) fa referència al "Battle County Fire" i al "Battle County Search and Rescue".
- La primera temporada de la sèrie Reacher (2022) té lloc al comtat fictici de Lawton i la ciutat de Margrave, en algun lloc proper a la frontera de l'estat d'Alabama.

### Teatre
- The Foreigner (1983) té lloc al comtat fictici de Tilghman.

### Llibres
- Les novel·les de Karin Slaughter sovint tenen lloc al comtat fictici de Grant.
- A La milla verda de Stephen King, John Coffey és arrestat injustament al comtat fictici de Trapingus.
- John Birmingham inclou el comtat fictici comtat de Buttecracke a la seva sèrie de novel·les Dave vs. the Monsters.
- We Deserve Monuments, de Jas Hammonds, té lloc al comtat fictici de Bardell.